# Алтымухамедов, Алламурад
Алламурад Алтымухамедов - советский хозяйственный, государственный и политический деятель.

## Биография
Родился в 1929 году. Член ВКП(б) с 1957 года.
С 1955 года - на хозяйственной, общественной и политической работе. В 1955-1975 гг. — агроном колхоза, главный агроном, директор машинно-тракторной станции, начальник районной инспекции по сельскому хозяйству, заместитель заведующего Сельскохозяйственным отделом областного комитета КП Туркменистана, начальник областного управления сельского хозяйства, председатель Исполнительного комитета Марыйского областного Совета,
заместитель председателя Бюро ЦК КП Туркменистана по сельскому хозяйству, заведующий Сельскохозяйственным отделом ЦК КП Туркменистана, председатель Исполнительного комитета Марыйского районного Совета, председатель Исполнительного комитета Марыйского областного Совета, заместитель министра сельского хозяйства Туркменской ССР, первый секретарь Геоктепинского райкома КП Туркмении.
Избирался депутатом Верховного Совета СССР 8-го созыва.